# 田出宇賀神社
田出宇賀神社（たでうがじんじゃ）は、福島県南会津郡南会津町にある神社。
同じ境内に熊野神社が鎮座しており、社殿（拝殿）は同一で、向かって左が熊野神社、右が田出宇賀神社となっている。
毎年7月22日から24日にかけて田出宇賀神社の祇園祭と熊野神社の例大祭として会津田島祇園祭が行われる。

## 祭神
- 宇迦之御魂命
- 天照大日命
- 須佐之男命
- 和久産霊命

## 由緒
昔、この地の田んぼの中に小島があり、その中の泉から神が出現したことから、町の名を「田島」と改めたと言い伝えられており、この田ノ神を「宇迦之御魂命」と崇め、田出宇賀大明神と称して町の鎮守の神とされた。